# 哈里斯維爾 (紐約州)
哈里斯維爾（英語：Harrisville）是位於美國紐約州劉易斯縣的普查規定居民點。

## 人口
根據2020年美國人口普查的數據，哈里斯維爾的面積為2.15平方千米，當中陸地面積為2.03平方千米，而水域面積為0.12平方千米。當地共有人口599人，而人口密度為每平方千米278.6人。